# José Trinidad Sepúlveda
José Trinidad Sepúlveda Ruiz-Velasco (Atotonilco el Alto, Jalisco, México, 30 de marzo de 1921-Ayotlán, Jalisco, México, 4 de septiembre de 2017) fue un prelado mexicano de la Iglesia católica. 
Velasco fue nombrado arzobispo de la Arquidiócesis de Tuxtla Gutiérrez el 20 de mayo de 1965 y consagrado obispo el 25 de julio de 1965. Fue nombrado obispo de la diócesis de San Juan de los Lagos el 12 de febrero de 1988, donde permaneció hasta su jubilación el 20 de enero de 1999.

## Muerte
Mons. Sepúlveda falleció el 4 de septiembre de 2017 en Ayotlán, Jalisco, a causa de complicaciones respiratorias. Sus restos fueron velados en Ayotlán la misma fecha del deceso y al día siguiente se le ofició una misa en San Juan de los Lagos. Para esa tarde sean trasladados sus restos a la ciudad de Tuxtla Gutiérrez, donde sería sepultado.